# The March of the Women

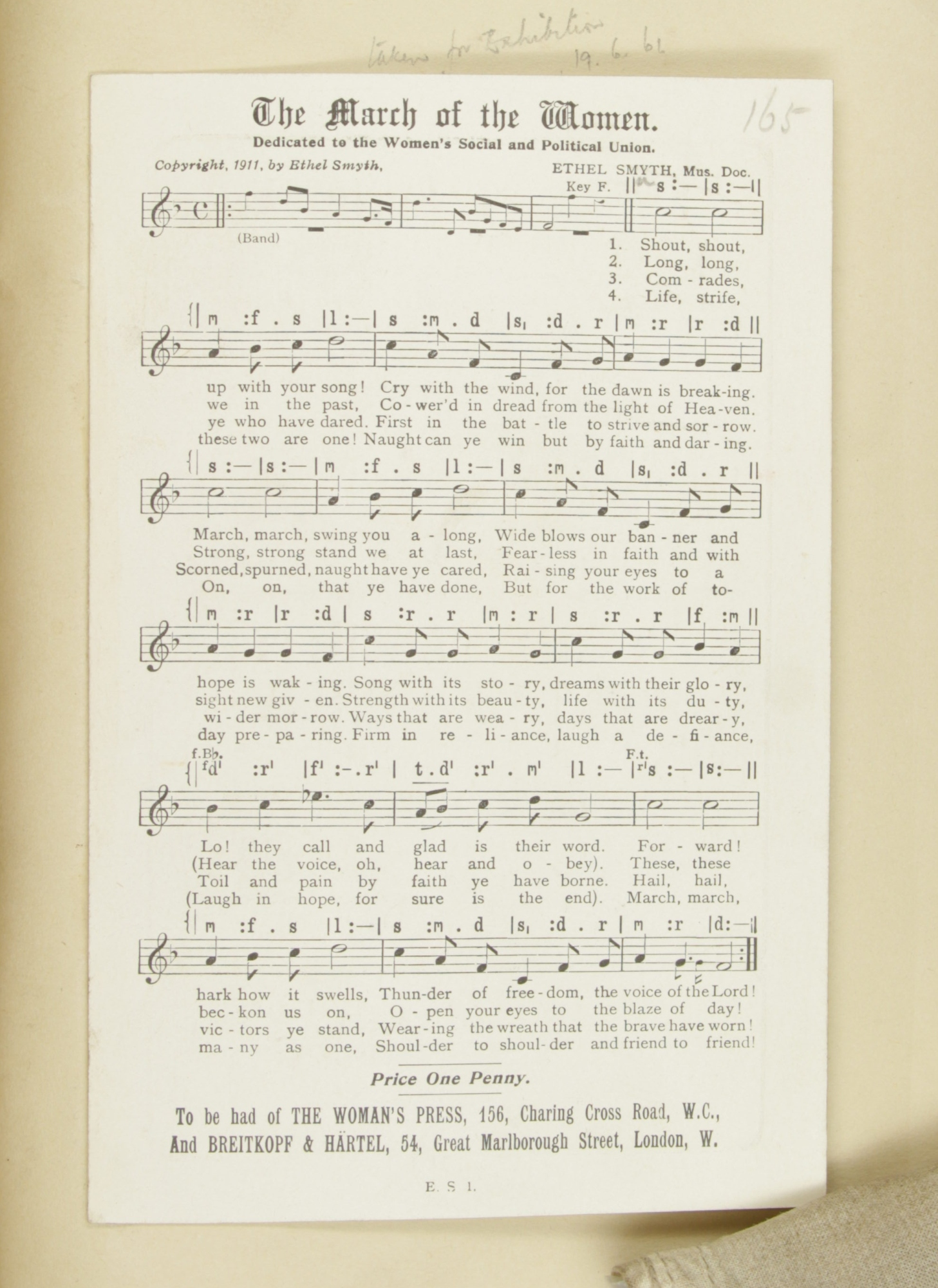
Zapis nutowy The March of the Women.

The March of the Women – hymn ruchu sufrażystek w Wielkiej Brytanii.  
Utwór został skomponowany przez Ethel Smyth w 1910, a słowa do niego napisała Cicely Hamilton. Hymn wykonano po raz pierwszy 21 stycznia 1911 na ulicy Pall Mall, aby uczcić wypuszczenie z więzienia kilku aktywistek walczących o prawa kobiet. Utwór szybko stał się popularny wśród środowisk starających się o emancypację kobiet – śpiewano go podczas protestów, prywatnych spotkań, a także w więzieniach.  
Prawdopodobnie najsłynniejsze wykonanie utworu miało miejsce w marcu 1912, po aresztowaniu blisko 200 kobiet, które zostały osadzone w Holloway Prison. Powodem aresztowania było przeprowadzenie akcji obywatelskiego nieposłuszeństwa, polegającej na wybijaniu szyb w domach polityków przeciwnych przyznaniu kobietom praw wyborczych. Jedną z uwięzionych była kompozytorka The March of the Women, którą w więzieniu odwiedził dyrygent Thomas Beecham. Jak wspomina, zastał tam Smyth dyrygującą za pomocą szczoteczki do zębów sufrażystkami, które śpiewały hymn maszerując pod oknem jej celi. 